# Evelina Piccioli
Evelina Piccioli (auch: Celina Maria del Sacro Cuore di Gesù) (* 18. August 1888 in Livorno; † 18. Dezember 1974 ebenda) war eine italienische Karmelitin, Klosteroberin und Klostergründerin.

## Leben und Werk

### Die vereitelte Berufung
Evelina Piccioli wuchs als älteste von vier Geschwistern in einer großbürgerlichen Familie in Livorno auf und genoss eine gute Schulbildung. Von Gesundheit schwächlich und anämisch, entwickelte sie früh eine innige Religiosität mit häufigem Besuch der Wallfahrtskirche Madonna di Montenero im Süden von Livorno. 1913 wurde der Jesuit Lodovico Macinai (1856–1929) ihr geistlicher Beistand. Ihr Wunsch, in das Karmelitinnenkloster Florenz 
einzutreten, traf auf den erbittertsten Widerstand der gesamten Familie und wurde insofern aussichtslos, als das Kloster nur mit Zustimmung der Familie Kandidatinnen aufnahm.

### Flucht aus der Familie und Eintritt ins Kloster
Bei einem Aufenthalt in Badia Prataglia (Poppi) traf sie im Juni 1918 auf eine Spanierin mit besten Beziehungen zur Ordensleitung der Karmeliten. Auf diesem Wege eröffnete sich für sie die Möglichkeit eines Eintritts in das Karmelitinnenkloster Modena (seit 1959 in Sassuolo). Am 27. November 1918 floh sie aus dem Elternhaus, reiste die Nacht über im Zug nach Modena und trat am 28. als Postulantin in das Kloster ein, wobei sie sich vorkam wie Abraham.

### Gerichtliche Verfolgung
Was nun begann, war ein aufs Schärfste geführter Kampf der Familie gegen Evelinas Berufung. Darin wurde zuerst eine schwere Erkrankung des geliebten Vaters vorgetäuscht, dann ein Zivilprozess in Modena angestrengt, in dem seinerzeit berühmte Figuren des öffentlichen Lebens gegeneinanderstanden (auf Seiten der Familie der antifaschistische Politiker Giuseppe Emanuele Modigliani, 1872–1947; auf Seiten Evelinas der Politiker Luigi Lusignano, 1877–1927), schließlich, nach dessen für Evelina positivem Ausgang, ein Strafprozess in Livorno mit Verfolgung des Paters Macinai und öffentlicher Gegenüberstellung Evelinas und ihrer gesamten Familie. Sie wurde unter die Vormundschaft des Historikers Pietro Silva (1887–1954) gestellt und musste in der psychiatrischen Klinik von Quarto dei Mille quälende Untersuchungen über sich ergehen lassen, bis das Gericht für den 31. Januar 1922 ihre Freilassung verfügte. Sie konnte ins Kloster zurückkehren und die Vorbereitungszeit (Postulation) fortführen.

### Karmelitin in Modena
Am 8. Juni 1925 wurde sie nach einem Postulat, das sechs ein halb Jahre gedauert hatte, als unbeschuhte Karmelitin eingekleidet und nahm den Ordensnamen Celina Maria del Sacro Cuore di Gesù (nach Céline Martin, der Schwester von Therese von Lisieux) an. Ihre Betreuerin ging im September 1925 zur Gründung des dortigen Karmels nach Mailand. Am 1. Dezember 1925 starb Schwester Celinas Vater. Am 9. Juni 1926 schloss sie ihr Noviziat mit der einfachen Profess ab, am 10. Dezember 1927 durfte sie die feierliche Profess ablegen.

### Oberin in Rom und Livorno
Am 1. Mai 1934 wurde sie zum Karmel von Santo Stefano Rotondo in Rom geschickt, wo sie zur Subpriorin und später zur Priorin (Klosteroberin) gewählt wurde. 1936 bekam sie Besuch von einer ihrer leiblichen Schwestern. Entsprechend dem Wunsch des Bischofs von Livorno, Giovanni Piccioni (1876–1959, im Amt ab 1921), und angesichts der schwierigen Bedingungen in Rom kam Celina im Mai 1937 mit zwei Mitschwestern nach Livorno, um eine dortige Klostergründung vorzubereiten. Dabei kam es seit 19 Jahren zum ersten Mal wieder zu einem Zusammentreffen mit der Mutter (gestorben am 10. August 1942). Für die Errichtung des Klosters wählte sie einen Hügel in Antignano (südlich Livorno) aus, mit Blick auf das Meer und unweit der Madonna di Montenero (heute Via delle Carmelitane, 21). Am 15. Oktober 1937 wurde der Grundstein gelegt, im August 1938 zog der römische Konvent in den Neubau ein. Celina wurde zur Priorin (Oberin) der Gemeinschaft gewählt. Sie leitete das Kloster bis 1948 und dann wieder von 1951 bis 1957.

### Kloster Livorno im Krieg
Ab 1939 wurde das Kloster mit italienischen Soldaten teilbesetzt. Vor den Bombardierungen im August 1943 musste Priorin Celina (mit vier Mitschwestern) aus gesundheitlichen Gründen nach Calci ausweichen. Nach Besetzung durch die Deutschen im September 1943 musste ab Juni 1944 der gesamte Konvent in die Kartause von Pisa in Calci flüchten. Die Besetzung des Klosters durch englische Soldaten ging im Mai 1945 zu Ende. Am 3. Oktober 1945 konnte die Klausur wieder aufgenommen werden.

### Krankheit und Tod
Ab 1959 konnte die schwer erkrankte und taub gewordene Gründerin sich nur noch mit Hilfe von Mitschwestern bewegen. Sie überlebte ihre 1964 und 1968 verstorbenen jüngeren Schwestern und starb ihrerseits 1974 im Alter von 86 Jahren.

### Die nachgelassene Autobiographie
Unter dem Titel Hostia laudis („Opfergabe zum Lobpreis Gottes“) schrieb Schwester Celina 1931 auf Bitten ihrer Oberin zu deren 25-jährigem Professjubiläum einen Lebensbericht, der bis 1918 reichte. 25 Jahre später (zum 50-jährigen Jubiläum 1956) führte sie den Bericht bis 1938 weiter. 1977 wurden beide Texte (ergänzt um einen kurzen Bericht 1938–1974 und reich bebildert) von ihrem Kloster unter dem Titel Un cuore per Livorno (Ein Herz für Livorno) herausgegeben (2. Auflage 2005). Bischof Alberto Ablondi, dem das Buch gewidmet war, nannte in einem kurzen Vorwort den Text einen „canto“ (Gesang) des Geschöpfes an den Schöpfer mit Lob und Dank für Freud und Leid.